# Cuscús gros de les illes Talaud
El cuscús gros de les illes Talaud (Ailurops melanotis) és una espècie de marsupial de la família dels falangèrids. És endèmic de l'illa Salebabu, a les illes Talaud (Indonèsia). El seu hàbitat natural són els boscos secs subtropicals o tropicals.